# Laubieriopsis arenicola
Laubieriopsis arenicola är en ringmaskart som först beskrevs av Riser 1987.  Laubieriopsis arenicola ingår i släktet Laubieriopsis och familjen Fauveliopsidae. Inga underarter finns listade i Catalogue of Life.